# Helen Hayes
Helen Hayes, właśc. Helen Hayes Brown (ur. 10 października 1900 w Waszyngtonie, zm. 17 marca 1993 w Nyack) – amerykańska aktorka filmowa, telewizyjna i teatralna, często nazywana „pierwszą damą amerykańskiego teatru”. Jedna z laureatów EGOT, czyli czterech najważniejszych nagród amerykańskiego przemysłu rozrywkowego: filmowego Oscara (1932, 1970), telewizyjnej Emmy (1953), muzycznej Grammy (1976) oraz teatralnej Tony (1947, 1958, nagroda specjalna w 1980). Ponadto laureatka potrójnej korony aktorstwa (Oscara, Emmy i Tony).

## Życiorys
Urodziła się jako Helen Hayes Brown. Jej matka Catherine Estelle (z domu Hayes) była aspirującą aktorką występującą z objazdową trupą. Ojciec Francis van Arnum Brown miał kilka zawodów: m.in. sprzedawcy i rzeźnika. Hayesowie byli imigrantami katolickimi z Irlandii, skąd uciekli przed klęską głodu, która nawiedziła ten kraj. Matka Helen była córką siostrzenicy znanej irlandzkiej śpiewaczki Catherine Hayes.
Debiutem Helen w filmie dźwiękowym był obraz Grzech Madelon Claudet, za który otrzymała Oscara dla najlepszej aktorki pierwszoplanowej. W następnych latach grywała w filmach u boku takich gwiazd jak Cary Grant czy Myrna Loy.
W 1935 roku powróciła do grania na Broadwayu, gdzie przez trzy lata grała w sztuce Victoria Regina. Występowała również w serialach telewizyjnych w jednoodcinkowych rolach. Do filmu powróciła w latach 50. Wystąpiła m.in. w Anastazji u boku Ingrid Bergman, gdzie wcieliła się w rolę Marii Fiodorownej. Aktorka za rolę otrzymała nominację do Złotego Globu. W 1970 roku otrzymała drugiego w karierze Oscara za rolę drugoplanową w dreszczowcu Port lotniczy. Aktorka wcieliła się w filmie w rolę Ady Quonsett, emerytki jeżdżącej „na gapę” samolotami. Ostatnią rolą Hayes na szklanym ekranie było wcielenie się w kilku filmach telewizyjnych w postać jednej z bohaterek powieści Agathy Christie – Jane Marple.
Helen Hayes zmarła w dniu św. Patryka, 17 marca 1993 roku z powodu niewydolności serca. Została pochowana w Oak Hill Cemetery w Nyack w stanie Nowy Jork. Aktorka Lillian Gish uczyniła Hayes spadkobierczynią swoich nieruchomości, lecz Hayes przeżyła Gish tylko o miesiąc.
Aktorka ma własną gwiazdę w Hollywood Walk of Fame przy 6220 Hollywood Blvd.

## Filmografia
Filmy fabularne
- 1985: Strzały w Stonygates (Murder with Mirrors) jako panna Jane Marple
- 1983: Karaibska tajemnica (A Caribbean Mystery) jako panna Jane Marple
- 1982: Morduje się łatwo (Murder Is Easy) jako Lavinia Fullerton
- 1978: Na zakręcie (A Family Upside Down) jako Emma Long
- 1977: Candleshoe jako Lady St. Edmund
- 1976: Zwycięstwo nad Entebbe (Victory at Entebbe) jako Pani Wise
- 1975: One of Our Dinosaurs Is Missing jako Hettie
- 1974: Garbi znowu w trasie (Herbie Rides Again) jako Pani Steinmetz
- 1974: Black Day for Bluebeard jako Ernesta Snoop
- 1972: Harvey jako Veta Louise Simmons
- 1972: The Snoop Sisters jako Ernesta Snoop
- 1971: Do Not Fold, Spindle, or Mutilate jako Sophie Tate Curtis
- 1970: Port lotniczy jako Ada Quonsett
- 1970: Pierwsza strona (The Front Page) jako Narratorka
- 1969: Arsenic and Old Lace jako Abby Brewster
- 1959: Third Man on the Mountain jako Turystka (niewymieniona w czołówce)
- 1956: Anastazja (Anastasia) jako Imperatorowa Maria Fiodorowna
- 1952: Mój syn John (My Son John) jako Lucille Jefferson
- 1935: Vanessa: Her Love Story jako Vanessa Paris
- 1934: What Every Woman Knows jako Maggie Wylie
- 1934: Crime Without Passion jako Osoba w hotelu (niewymieniona w czołówce)
- 1933: Nocny lot (Night Flight) jako Madame Fabian
- 1933: Biała siostra (The White Sister) jako Angela Chiaromonte
- 1933: Another Language jako Stella "Stell" Hallam
- 1932: The Son-Daughter jako Lian Wha ‘Star Blossom’
- 1932: Pożegnanie z bronią (A Farewell to Arms) jako Catherine Barkley
- 1931: Arrowsmith jako Leora Arrowsmith
- 1931: Grzech Madelon Claudet (The Sin of Madelon Claudet) jako Madelon Claudet
- 1928: Tańczące miasto (The Dancing Town)
- 1920: Babs (niewymieniona w czołówce)
- 1917: The Weavers of Life jako Peggy

Seriale telewizyjne
- 1984: Autostrada do nieba (Highway to Heaven) jako Estelle Wicks
- 1982: Love, Sidney jako Pani Clovis
- 1980: Statek miłości (The Love Boat) jako Agatha Winslow
- 1976: Arthur Hailey’s the Moneychangers jako Doktor McCartney
- 1975: Hawaii Five-O jako Ciotka Clara Williams
- 1973–1974: The Snoop Sisters jako Ernesta Snoop
- 1972: Ghost Story jako Panna Gilden
- 1972: Here’s Lucy jako Pani Kathleen Brady
- 1970: NET Playhouse jako Multiple Roles
- 1967: Tarzan jako Pani Wilson
- 1963: The Christophers
- 1961: Michael Shayne
- 1960: The Bell Telephone Hour jako Baronowa Nadedja von Meck
- 1960: Dow Hour of Great Mysteries jako Cornelia Van Gorder
- 1959–1960: Play of the Week jako Madame Ranevskaya
- 1959: Hallmark Hall of Fame jako Essie
- 1957: The Alcoa Hour jako Pani Gilling
- 1957: Playhouse 90 jako Siostra Theresa
- 1955: Producers’ Showcase jako Margaret Antrobus
- 1954–1959: The United States Steel Hour jako Mother Seraphim
- 1954–1955: The Best of Broadway jako Franny Cavendish / Abby Brewster
- 1954: The Motorola Television Hour jako Frances Parry
- 1953: Medallion Theatre jako Harriet Beecher Stowe
- 1952-1958: Omnibus jako Bessie Arlington / Pani McThing
- 1951: Schlitz Playhouse of Stars
- 1951: Robert Montgomery Presents jako Królowa Wiktoria
- 1950–1951: Pulitzer Prize Playhouse jako Abby / Maria, królowa Szkotów
- 1950: The Prudential Family Playhouse
- 1950: Showtime, U.S.A.

## Nagrody
- Nagroda Akademii Filmowej
  - Najlepsza aktorka drugoplanowa: 1971 Port lotniczy
  - Najlepsza aktorka pierwszoplanowa: 1932 Grzech Madelon Claudet
- Nagroda Emmy Najlepsza aktorka: 1953 Not a Chance
- Nagroda Grammy Najlepszy album z czytanym tekstem: 1976 Great American Documents
- Nagroda Tony
  - Najlepsza aktorka w sztuce: 1957 Time Remembered
  - 1946 Happy Birthday
  - Vernon Rice-Drama Desk Award: 1967 The Show-Off
  - 1980 Lawrence Langner Memorial Award